# Spaghetti western

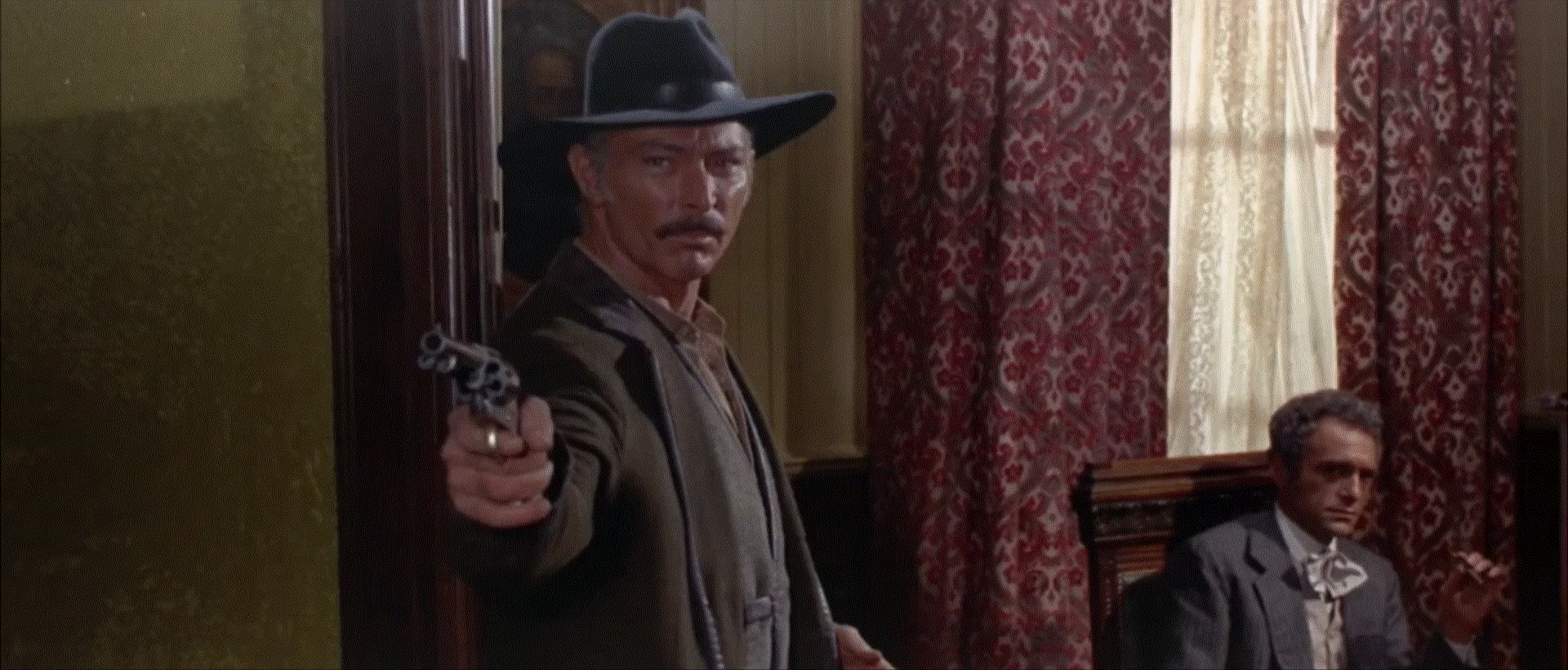
O norte-americano Lee Van Cleef, um dos astros internacionais do western spaghetti, em cena do filme Da uomo a uomo de 1967

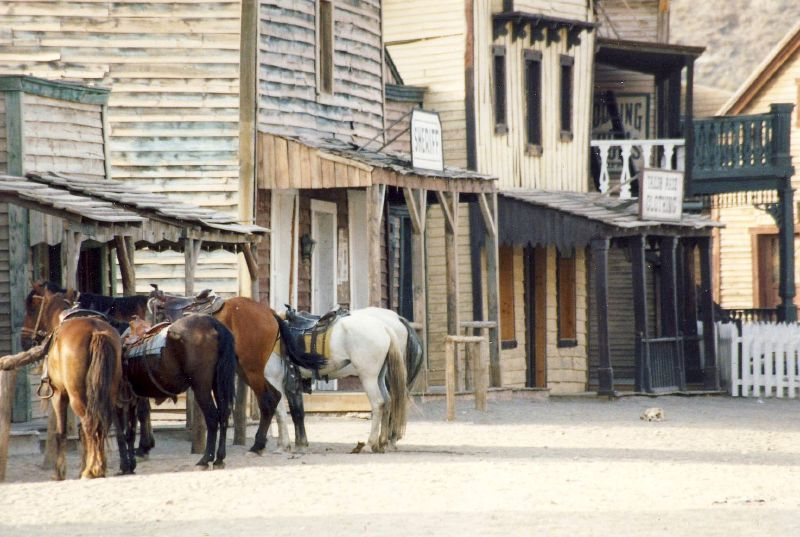
Cenários de faroeste em Almeria, Espanha, usados por Sergio Leone em seus famosos filmes dos anos de 1960

Spaghetti western, Faroeste espaguete, Faroeste Macarrônico, ou Bang-bang à italiana é um subgênero western de produção italiana das décadas de 1960 e 1970, muitas vezes com a participação de atores famosos, mesmo em início de sua carreira que mais tarde viriam a tornar-se estrelas internacionais. Essas produções foram geralmente filmadas na Itália ou na Espanha.
Graças a este gênero prolífico, por cerca de oito anos (aproximadamente entre 1964 a 1973) o western experimentou uma renovada popularidade na Itália, após o declínio do faroeste americano (popular nos anos 50). O gênero também foi bem-sucedido fora da Itália, influenciando os temas e convenções do gênero western em outros países.
Um tributo foi prestado ao gênero no Festival de Veneza, em 2007, com uma retrospectiva de 32 títulos.

## Nascimento e desenvolvimento do gênero
Inicialmente o termo Spaghetti western, originário dos Estados Unidos, indicava somente os longa-metragens rodados em italiano, pobres de meios, segundo as convenções dos primeiros westerns, em parte intencionalmente, como consequência da limitação financeira. Embora o público tenha apreciado o gênero, a crítica reconheceu unicamente o valor dos filmes dirigidos por Sergio Leone, os quais alcançaram um sucesso notório também nos cinemas norte-americanos.
Muitas produções eram de baixo custo e suas cenas externas eram gravadas em locais que lembravam o longínquo oeste americano, como a Sicília e o Sul da Espanha. Em alguns casos mais raros a África Mediterrânea.
Entre os filmes mais conhecidos, e provavelmente os arquétipos do gênero, estão aqueles da considerada Trilogia dos dólares, dirigidos por Sergio Leone, com Clint Eastwood, que deu vida ao papel do pistoleiro sem nome, e as famosas trilhas sonoras de Ennio Morricone: Per un pugno di dollari (1964), Per qualche dollaro in più (1965) e Il buono, il brutto, il cattivo (1966). Também dirigidos por Leone, C'era una volta il West (1968) e Giù la testa (1971).
Além de Leone, outros diretores se notabilizaram, entre os quais, Tonino Valerii, Florestano Vancini, Duccio Tessari, Sergio Corbucci, Lucio Fulci e Sergio Sollima.
Após a explosão nos anos 1960, o gênero declinou a partir de 1973, sendo produzidos pouquíssimos filmes nas décadas seguintes. 

## Locações e personagens
Os filmes eram gravados geralmente no deserto da Almería, mas muitos foram ambientados em locações italianas, sobretudo no Lácio e no sul. Frequentemente também se utilizavam espaços altos, nos quais é fácil a formação de neblinas, o que explica porque em alguns filmes o sol apareça pouco ou quase nunca seja visível, elemento que finalizava o caráter desolado da cenografia. As locações mais usadas eram a plana Camposecco, próxima à Camerata Nuova (na fronteira entre Lácio e Abruzos), além do parque della Valle del Treia entre Roma e Viterbo, as zonas de Bassano Romano e Formello (na época escassamente urbanizadas), as cavernas de travertino, próximo Tívoli Terme e a campanha de Lunghezza, na periferia de Roma. Também serviram de locação as planícies de Castelluccio, os relevos da Amiata e do Gran Sasso.
Algumas cenas foram gravadas na Apúlia, na proximidade de Gargano, onde o território assume o típico caráter de desolação e de vegetação selvagem, incluindo a presença de cactos. Na Calábria o local predileto dos diretores se encontrava nas colinas e nos desertos de verão, entre Mesoraca e a Ilha de Capo Rizzuto. Uma variante do gênero é chamada de Zapata Western, filmes ambientados durante a Revolução Mexicana. 
O tema é recorrentes nos westerns gravados na Espanha, os bandidos mexicanos e a zona quente da fronteira entre México e Estados Unidos. Raras foram as presenças de índios ou nativos americanos nas películas italianas, dada a evidente dificuldade de representação de atores que tivessem uma fisionomia adaptada.
Típicos do gênero são também os títulos, particulares e quase falantes das verdadeiras e próprias frases que espelham os estereótipos das películas, sobretudo no que tange aos apelidos dos personagens, tais como, Trinity, Alleluja e Sartana.
Também notável é a presença recorrente de alguns personagens. Django, Sartana, Sabata, Trinity, entre outros, que criaram sagas por vezes longas, além de uma dezena de filmes cujos protagonistas eram muito similares. Outro elemento importante são os inúmeros disparos e a morte de várias pessoas, sobretudo por autoria do herói que faz justiça pelas próprias mãos. Nesse contexto também aparece a presença constante do duelo, frequentemente no fim do filme, o verdadeiro ápice de toda a história.

## Principais filmes por ano
1951
- Io sono il capataz

1952 	
- El Bandolero Stanco
- Il sogno di Zorro

1953
- La monataña sin ley
- Johnny Rettet Nebrador

1955
- Villi Pohjola
- El Coyote

1956
- El conquistador de Texas
- Ramsbottom cabalga de nuevo
- La justicia del Coyote

1958
- Serenata de Texas
- Smart y Sedle
- La rubia y el Sheriff

1959
- El terror de Oklahoma
- La Sceriffa

1961
- Le goût de la violence
- Tierra Brutal

1964
- I sette del Texas
- Le pistole non discutono
- Los pistoleros de Arizona
- Per un pugno di dollari

1965
- 100.000 dollari per Ringo
- Adiós gringo
- Il ritorno di Ringo
- Minnesota Clay
- Per qualche dollaro in più
- Una pistola per Ringo
- Un dollaro bucato

1966
- Django
- Djurado
- Dos mil dólares por Coyote
- I cinque della vendetta
- Il buono, il brutto, il cattivo
- La colt è la mia legge
- La resa dei conti
- Le colt cantarono la morte e fu... tempo di massacro
- 10.000 dollari per un massacro
- Navajo Joe
- Quien sabe?
- Ramon, il messicano
- Ringo del Nebraska
- Sette pistole per i MacGregor
- Sugar Colt
- Uccidi o muori
- Un dollaro tra i denti
- Un fiume di dollari
- Un río de dólares
- Yankees
- Yo soy la Revolución

1967
- Ballata per un pistolero
- Clint el solitario
- Da uomo a uomo
- Dio non paga il sabato
- Dio perdona... Io no!
- El Desperado
- Dove si spara di più
- El precio de un hombre
- Faccia a faccia
- I giorni dell'ira
- I giorni della violenza
- Il figlio di Django
- Il tempo degli avvoltoi
- Joe l'implacabile
- Killer Calibro 32
- La morte non conta i dollari
- L'ultimo killer
- Little Rita nel West
- Mille dollari sul nero
- Preparati la bara!
- Professionisti per un massacro
- ¿Quien Sabe?
- Requiescant
- Se sei vivo spara
- Wanted

1968
- 20.000 dollari sporchi di sangue
- Ammazzali tutti e torna solo
- Black Jack
- C'era una volta il West
- Dai nemici mi guardo io!
- ...E per tetto un cielo di stelle
- Il grande silenzio
- Il mercenario
- I vigliacchi non pregano
- Joko invoca Dio… e muori
- L'ira di Dio
- L'uomo, l'orgoglio, la vendetta
- Lo voglio morto
- Odia il prossimo tuo
- Ognuno per sè
- Preparati la bara!
- Quel caldo maledetto giorno di fuoco
- Quella sporca storia nel west
- Se incontri Sartana prega per la tua morte
- Se vuoi vivere… spara
- Sentenza di morte
- T'ammazzo!—Raccomandati a Dio
- Tepepa
- Uno di più all'inferno
- Vendo cara la pelle

1969
- Cimitero senza croci
- Django il bastardo
- E Dio disse a Caino...
- Ehi amico... c'è Sabata, hai chiuso!
- Garringo
- Gli Specialisti
- Il prezzo del potere
- La taglia è tua... l'uomo l'ammazzo io
- Passa Sartana... È l'ombra della Tua Morte
- Sono Sartana, il vostro becchino
- Una lunga fila di croci

1970
- Arriva Sabata!
- Arrivano Django e Sartana... è la fine
- Buon funerale, amigos!... paga Sartana
- C'è Sartana... vendi la pistola e comprati la bara
- Ciakmull—L'uomo della vendetta
- Django sfida Sartana
- E Dio disse a Caino...
- El Condor
- Indio Black, sai che ti dico: Sei un gran figlio di...
- La collera del vento
- La sfida dei MacKenna
- Lo chiamavano Trinità
- Mátalo!
- Quel maledetto giorno d'inverno... Django e Sartana all'ultimo
- Sartana nella valle degli avvoltoi
- Una nuvola di polvere... un grido di morte... arriva Sartana
- Vamos a matar, compañeros

1971
- Anda muchacho, spara!
- A Town Called Hell
- Blindman
- Condenados a vivir
- ...continuavano a chiamarlo Trinità
- Era Sam Wallach... lo chiamavano 'così sia'
- È tornato Sabata... hai chiuso un'altra volta
- Giù la testa
- Il mio nome è Mallory... M come morte
- Il venditore di morte
- La vendetta è un piatto che si serve freddo
- Lo chiamavano King
- Per una bara piena di dollari
- Prega il morto e ammazza il vivo
- Soleil Rouge
- W Django!
- ¡Viva la muerte... tua!
- Testa t'ammazzo, croce... sei morto... Mi chiamano Alleluja

1972
- Amico, stammi lontano almeno un palmo
- Bada alla tua pelle, spirito santo!
- Il grande duello
- La caza del oro
- Los Amigos
- Una ragione per vivere e una per morire

1973
- Il mio nome è Nessuno
- Il mio nome è Shangai Joe

1974
- Di Tresette ce n'è uno, tutti gli altri son nessuno
- Il bianco, il giallo, il nero

1975
- Il mio nome è Scopone e faccio sempre cappotto
- I quattro dell'Apocalisse
- Zorro

1976
- Diamante Lobo
- Keoma
- Una donna chiamata Apache

1977
- California

1978
- Amore, piombo e furore
- Sella d'argento

1985
- Tex e il signore degli abissi

1987
- Django 2—Il grande ritorno

## Grandes estrelas do gênero

### Atores e atrizes
| - Tony Anthony - William Berger - Barbara Bouchet - Frank Braña - Mario Brega - Charles Bronson - Yul Brynner - Claudia Cardinale - Chuck Connors - James Coburn - Alex Cord - Richard Crenna - Brandon De Wilde - Clint Eastwood - George Eastman - Jack Elam - Henry Fonda - Gianni Garko - Giuliano Gemma - Sancho Gracia - Brett Halsey - Richard Harrison - Terence Hill - George Hilton - John Huston - Klaus Kinski - Marianne Koch - Peter Lee Lawrence - John Phillip Law - Eduardo Fajardo - Ignazio Spalla | - Guy Madison - Toshiro Mifune - Tomas Milian - Gordon Mitchell - Ricardo Montalban - Franco Nero - Alex Nicol - Jack Palance - Slim Pickens - Luigi Pistilli - Hunt Powers - Wayde Preston - Fernando Rey - Burt Reynolds - Jason Robards - Fernando Sancho - Bud Spencer - Anthony Steffen - Rod Steiger - Woody Strode - José Suárez - Lee Van Cleef - Dan van Husen - Gian Maria Volonté - Eli Wallach - Patrick Wayne - Orson Welles - Frank Wolff - Robert Woods - Daniele Vargas - Roberto Camardiel |

### Diretores
| - Enzo Barboni - Mario Caiano - Alberto Cardone - Enzo G. Castellari - Sergio Corbucci - Lucio Fulci | - Sergio Leone - Gianfranco Parolini - Sergio Sollima - Ramón Torrado - Tonino Valerii |

### Compositores
- Luis Bacalov
- Francesco De Masi
- Giampiero Reverberi
- Ennio Morricone
- Bruno Nicolai
- Riz Ortolani
- Piero Piccioni
- Armando Trovaioli
- Piero Umiliani